# Portsmouth (Nova Hampshire)
Portsmouth é uma cidade localizada no Condado de Rockingham em Nova Hampshire nos Estados Unidos. É o quarto maior município de seu condado. Possui um porto histórico, muito frequentado no verão, sendo um destino turístico muito popular. 